# 필리핀어군
필리핀어군은 필리핀에서 전통적으로 쓰이는 거의 대부분의 언어를 포함하는 어군이다. 1991년 로버트 블러스트가 제안한 것으로 모든 필리핀어와 북부 술라웨시(“바다 집시”들의 언어인 사마바자우어군은 제외) 그리고 팔라완의 일부 언어들이 오스트로네시아어족의 하위 어군을 형성한다는 주장이다. 필리핀이 오스트로네시아인들의 확장의 중심인 대만에서 가까움에도 불구하고 약 150개에 이르는 필리핀 언어들 사이에 언어적 다양성이 크지 않다는 사실은, 현대 필리핀 언어들의 조상이 확산함으로 인해 초기의 다양성이 지워졌다는 것을 시사하고 있다.

## 분류
대략 북에서 남으로, 필리핀 어군은 다음의 묶음으로 나뉜다.
- 바탄어군 (4개어, 바타네스주와 타이완 사이)
- 북루손어군 (40개어, 일로카노어 포함)
- 중앙루손어군 (5개어, 카팜팡안어 포함)
- 북민도로어군 (3개어)
- 확대 중앙필리핀어군
  - 남민도로어군 (3개어)
  - 중앙필리핀어군 (40개어)
  - 팔라완어군 (3개어)
  - 수바넨어군 (6개어)
  - 다나오어군 (3개어, 마긴다나오어와 마라나오어 포함)
  - 마나보어군 (15개어)
  - 고론탈로·몽온도우어군 (9개어)
- 칼라미안어군 (2개어)
- 남민다나오어군 (4개어)
- 상이르어군 (4개어)
- 미나하사어군 (5개어)
- 미분류(아티어, 우미라이 무마게트어, 마니데어, 이나그타 알라바트어)

## 같이 보기
- 필리핀의 언어

## 참고 문헌
- K. Alexander Adelaar and Nikolaus Himmelmann, The Austronesian languages of Asia and Madagascar. Routledge, 2005.
- Fay Wouk and Malcolm Ross (ed.), The history and typology of western Austronesian voice systems. Australian National University, 2002.
- Austronesian Basic Vocabulary Database, 2008.
- Reid, Lawrence A. (2013) "Who Are the Philippine Negritos? Evidence from Language." Human Biology: Vol. 85: Iss. 1, Article 15.
- Zorc, R. David. 1972. Field notes.